# Short track na Zimowych Igrzyskach Olimpijskich 2006 – bieg na 1000 m mężczyzn
Bieg na 1000 metrów mężczyzn był jedną z konkurencji short tracku rozegranych podczas Zimowych Igrzysk Olimpijskich 2006, która została rozegrana w dniach 15 - 18 lutego w hali Palavela. W zawodach wystartowało 26 zawodników z 17 krajów.

## Format zawodów
Z każdego z biegów eliminacyjnych dwóch pierwszych zawodników oraz dwóch z najlepszymi czasami z trzecich miejsc awansowało do ćwierćfinałów. Z każdego z ćwierćfinałów do półfinałów awansowało dwóch zawodników. Z półfinałów dwaj pierwsi zawodnicy awansowali do finału A pozostali do finału B.

## Wyniki

### Eliminacje
| Bieg | Pozycja | Zawodnik                | Kraj              | Czas     | Uwagi |
| ---- | ------- | ----------------------- | ----------------- | -------- | ----- |
| 1    | 1.      | Li Ye                   | Chiny             | 1:27,048 | Q     |
| 1    | 2.      | Nicola Rodigari         | Włochy            | 1:27,184 | Q     |
| 1    | 3.      | Jean Charles Mattei     | Francja           | 1:28,009 |       |
| 1    | 4.      | Paul Stanley            | Wielka Brytania   | 1:28,511 |       |
| 2    | 1.      | François-Louis Tremblay | Kanada            | 1:28,925 | Q     |
| 2    | 2.      | Satoru Terao            | Japonia           | 1:29,090 | Q     |
| 2    | 3.      | Jon Eley                | Wielka Brytania   | 1:29,147 |       |
| 2    | 4.      | Mark McNee              | Australia         | 1:30,033 |       |
| 3    | 1.      | Hyeon-Su An             | Korea Południowa  | 1:27,372 | Q     |
| 3    | 2.      | Rusty Smith             | Stany Zjednoczone | 1:27,508 | Q     |
| 3    | 3.      | Péter Darázs            | Węgry             | 1:27,929 | q     |
| 4    | 1.      | Lee Ho-suk              | Korea Południowa  | 1:35,634 | Q     |
| 4    | 2.      | Matúš Užák              | Słowacja          | 1:35,989 | Q     |
| 4    | 3.      | Wiaczesław Kurginian    | Rosja             | 1:36,070 |       |
| 5    | 1.      | Éric Bédard             | Kanada            | 1:28,274 | Q     |
| 5    | 2.      | Dariusz Kulesza         | Polska            | 1:29,102 | Q     |
| 5    | 3.      | Sebastian Praus         | Niemcy            | 1:35,375 | ADV   |
| 5    | -       | Maxime Chataignier      | Francja           | DSQ      |       |
| 6    | 1.      | Li Jiajun               | Chiny             | 1:27,765 | Q     |
| 6    | 2.      | Fabio Carta             | Włochy            | 1:27,826 | Q     |
| 6    | 3.      | Pieter Gysel            | Belgia            | 1:27,994 | q     |
| 6    | 4.      | Arian Nachbar           | Niemcy            | 1:27,994 | q     |
| 7    | 1.      | Apolo Ohno              | Stany Zjednoczone | 1:36,120 | Q     |
| 7    | 2.      | Władimir Grigorjew      | Ukraina           | 1:36,397 | Q     |
| 7    | 3.      | Michaił Rażyn           | Rosja             | 1:42,677 |       |
| 7    | -       | Niels Kerstholt         | Holandia          | DSQ      |       |

### Ćwierćfinał
Ćwierćfinał 1
| Pozycja | Zawodnik        | Kraj              | Czas     | Uwagi |
| ------- | --------------- | ----------------- | -------- | ----- |
| 1.      | Rusty Smith     | Stany Zjednoczone | 1:27,00  | Q     |
| 2.      | Li Ye           | Chiny             | 1:27,078 | Q     |
| 3.      | Nicola Rodigari | Włochy            | 1:27,240 |       |
| 4.      | Michaił Rażyn   | Rosja             | 1:32,432 |       |
| -       | Matúš Užák      | Słowacja          | DSQ      |       |

Ćwierćfinał 2
| Pozycja | Zawodnik        | Kraj              | Czas     | Uwagi |
| ------- | --------------- | ----------------- | -------- | ----- |
| 1.      | Hyeon-Su An     | Korea Południowa  | 1:29,371 | Q     |
| 2.      | Apolo Ohno      | Stany Zjednoczone | 1:29,650 | Q     |
| 3.      | Sebastian Praus | Niemcy            | 1:29,820 |       |
| 4.      | Dariusz Kulesza | Polska            | 1:30,556 |       |

Ćwierćfinał 3
| Pozycja | Zawodnik                | Kraj    | Czas     | Uwagi |
| ------- | ----------------------- | ------- | -------- | ----- |
| 1.      | Li Jiajun               | Chiny   | 1:28,179 | Q     |
| 2.      | Pieter Gysel            | Belgia  | 1:28,335 | Q     |
| 3.      | Satoru Terao            | Japonia | 1:28,499 |       |
| 4.      | Péter Darázs            | Węgry   | 1:28,738 |       |
| -       | François-Louis Tremblay | Kanada  | DSQ      |       |

Ćwierćfinał 4
| Pozycja | Zawodnik           | Kraj             | Czas     | Uwagi |
| ------- | ------------------ | ---------------- | -------- | ----- |
| 1.      | Lee Ho-suk         | Korea Południowa | 1:27,265 | Q     |
| 2.      | Éric Bédard        | Kanada           | 1:27,265 | Q     |
| 3.      | Fabio Carta        | Włochy           | 1:27,656 |       |
| 4.      | Arian Nachbar      | Niemcy           | 1:27,679 |       |
| 5.      | Władimir Grigorjew | Ukraina          | 1:29,168 |       |

### Półfinały
Półfinał 1
| Pozycja | Zawodnik     | Kraj              | Czas     | Uwagi |
| ------- | ------------ | ----------------- | -------- | ----- |
| 1.      | Lee Ho-suk   | Korea Południowa  | 1:29,150 | QA    |
| 2.      | Rusty Smith  | Stany Zjednoczone | 1:29,965 | QA    |
| 3.      | Li Ye        | Chiny             | 1:47,965 | ADV   |
| -       | Pieter Gysel | Belgia            | DSQ      |       |

Półfinał 2
| Pozycja | Zawodnik    | Kraj              | Czas     | Uwagi |
| ------- | ----------- | ----------------- | -------- | ----- |
| 1.      | Hyeon-Su An | Korea Południowa  | 1:27,909 | QA    |
| 2.      | Apolo Ohno  | Stany Zjednoczone | 1:28,080 | QA    |
| 3.      | Li Jiajun   | Chiny             | 1:29,183 | QB    |
| -       | Éric Bédard | Kanada            | DSQ      |       |

### Finał B
| Pozycja | Zawodnik  | Kraj  | Czas | Uwagi |
| ------- | --------- | ----- | ---- | ----- |
| 6.      | Li Jiajun | Chiny |      | .     |

### Finał A
| Pozycja | Zawodniczka | Kraj              | Czas     | Uwagi |
| ------- | ----------- | ----------------- | -------- | ----- |
| 1.      | Hyeon-Su An | Korea Południowa  | 1:26,739 | OR    |
| 2.      | Lee Ho-suk  | Korea Południowa  | 1:26,764 |       |
| 3.      | Apolo Ohno  | Stany Zjednoczone | 1:26,927 |       |
| 4.      | Rusty Smith | Stany Zjednoczone | 1:27,435 |       |
| 5.      | Li Ye       | Chiny             | 1:29,918 |       |